# Mederdra
Mederdra es una comuna o municipio del Departamento de Mederdra, en la Región de Trarza, en Mauritania. En marzo de 2013 presentaba una población censada de 7421 habitantes.
Se encuentra ubicada al suroeste del país, cerca de la costa del océano Atlántico y del río Senegal —que la separa de Senegal.